# Pastor de Tatra
El pastor de Tatra es una raza de mastín introducida en los Montes Tatras, en el sur de Polonia por los pastores valacos, probablemente en el siglo XIV y utilizado desde entonces como guardián y guía de rebaños.
Se trata de un perro de entre 45 y 60 kg, de pelo color blanco muy denso. Son muy similares en apariencia al Perro de montaña de los Pirineos, al Kuvasz, al Akbash, al Cuvac Eslovaco, y al Pastor de Maremma.Imagen de un Kuvasz en wikimedia.